# Hydrophis caerulescens
Hydrophis caerulescens is een giftige slang uit de familie koraalslangachtigen (Elapidae) en de onderfamilie zeeslangen (Hydrophiinae).

## Naam en indeling
De wetenschappelijke naam van de soort werd voor het eerst voorgesteld door George Shaw in 1802. De soort behoorde lange tijd tot het niet meer erkende, monotypische geslacht Polyodontognathus, waardoor de verouderde wetenschappelijke naam in de literatuur wordt gebruikt. Oorspronkelijk werd de wetenschappelijke naam Hydrus Caerulescens gebruikt.

### Ondersoorten
De soort wordt verdeeld in twee ondersoorten die onderstaand zijn weergegeven, met de auteur en het verspreidingsgebied.
| Naam                            | Auteur         | Verspreidingsgebied                                                                  |
| ------------------------------- | -------------- | ------------------------------------------------------------------------------------ |
| Hydrophis caerulescens          | Shaw, 1802     | De rest van het verspreidingsgebied                                                  |
| Hydrophis caerulescens hybridus | Schlegel, 1844 | Golf van Tonkin, Golf van Thailand, Golf van Carpentaria, Gele Zee, Java, Kalimantan |

## Uiterlijke kenmerken
De slang bereikt een lichaamslengte tot ongeveer 100 centimeter. De kleine kop is lastig te onderscheiden van het lichaam door het ontbreken van een duidelijke insnoering. Het geelachtige lichaam draagt 41 tot 43 zwartblauwe dwarsbanden. De slang heeft 37 tot 39 rijen schubben in de lengte op het midden van het lichaam. De schubben overlappen elkaar en zijn sterk gekield.

## Levenswijze
Hydrophis caerulescens jaagt onder water op vissen. De slang is giftig en wordt beschouwd als gevaarlijk voor mensen.

## Verspreiding en habitat
De soort komt voor in delen van Azië en Australië en leeft in de zeeën, landen en deelgebieden Indische Oceaan, Zuid-Chinese Zee (Pakistan, India, Myanmar, Thailand, Indonesië, Maleisië, Vietnam, Bangladesh, China, Australië, Nieuw-Caledonië en de Loyaliteitseilanden. De habitat bestaat uit ondiepe kuststreken met een modderige bodem of met een onderwaterbegroeiing van zeegras. De soort is aangetroffen tot een diepte van ongeveer 25 meter onder het zee-oppervlak.

## Beschermingsstatus
Door de internationale natuurbeschermingsorganisatie IUCN is de beschermingsstatus 'veilig' toegewezen (Least Concern of LC).